# Mielichhoferia robusta
Mielichhoferia robusta är en bladmossart som beskrevs av Brotherus 1931. Mielichhoferia robusta ingår i släktet kismossor, och familjen Bryaceae. Inga underarter finns listade i Catalogue of Life.